# جريمة قتل طلاب جامعة إيداهو (2022)
جريمة قتل طلاب جامعة إيداهو هي جريمة طعن جماعي وقعت في الساعات الأولى من صباح يوم 13 نوفمبر 2022، حينما قُتل أربعة طلاب من جامعة إيداهو داخل منزل طلابي مشترك مستأجر خارج الحرم الجامعي في مدينة موسكو بولاية إيداهو، الولايات المتحدة. وفي 30 ديسمبر، أُلقي القبض على المشتبه به، برايان كريستوفر كوبرغر، في مقاطعة مونرو بولاية بنسلفانيا، ووجّهت إليه أربع تهم بالقتل من الدرجة الأولى، بالإضافة إلى تهمة بالسطو المشدد.
سعى الادعاء في البداية إلى إنزال عقوبة الإعدام بحق المنفذ برايان كوبرغر، إلا أنه أقر بالذنب في 2 يوليو 2025 كجزء من صفقة لتفادي الحكم بالإعدام. وفي 23 يوليو، حُكم عليه بأربع عقوبات سجن مؤبد على التوالي دون إمكانية الإفراج المشروط، بالإضافة إلى عشر سنوات سجن.

## الخلفية
في خريف عام 2022، كانت خمس طالبات من جامعة إيداهو يقمن في منزل طلابي مشترك مستأجر خارج الحرم الجامعي في مدينة موسكو بولاية أيداهو. لم تُسجّل أي جريمة قتل في المدينة منذ عام 2015. كان المنزل مؤلفًا من ثلاثة طوابق ويضم ست غرف نوم، موزعة بواقع غرفتين في كل طابق. ونظرًا لبنائه على منحدر طبيعي، احتوى على مدخلين: أحدهما في الطابق الأرضي، والآخر في الطابق الأوسط.
كانت الطالبتان كايلي غونسالفيس وماديسون موغن تقيمان في الطابق العلوي. وكانت غونسالفيس قد انتقلت مؤخرًا من المنزل، لكنها عادت في تلك الليلة لزيارة موغن. في الطابق الأوسط، كانت تقيم زانا كيرنودل، وكانت برفقتها تلك الليلة صديقها إيثان تشابين. كما كانت إحدى زميلات السكن تقيم في غرفة أخرى على نفس الطابق. أما الطابق الأرضي، فكانت تقيم فيه زميلة أخرى نجت من الحادثة.

## الأحداث
في الساعات الأولى من صباح 13 نوفمبر 2022، عاد الضحايا الأربعة إلى المنزل الطلابي المشترك بعد قضاء الليلة في الخارج. بين الساعة 4:00 و4:25 صباحًا، تعرّضوا لهجوم بالطعن أثناء نومهم في الطابقين الثاني والثالث من المنزل. لم تُسجّل أي مؤشرات على اقتحام أو سرقة حسب تحقيق الشرطة.
رصدت كاميرا مراقبة قريبة أصوات أنين وارتطامًا في توقيت وقوع الجريمة. كما أفادت إحدى الناجيات بأنها شاهدت رجلًا ملثمًا يرتدي ملابس سوداء يغادر المنزل بهدوء، قبل أن تعود وتغلق باب غرفتها دون الإبلاغ عن الحادث.
في الساعة 11:58 صباحًا، أُجري اتصال برقم الطوارئ للإبلاغ عن "شخص فاقد للوعي". عند وصول الشرطة، عُثر على الضحايا الأربعة وقد فارقوا الحياة جراء طعنات متعددة. أظهرت التقارير أن بعضهم قاوم بشدة، بينما قُتل آخرون أثناء نومهم.

## التحقيق والمحاكمة
باشرت شرطة مدينة موسكو بولاية إيداهو التحقيق بعد تلقي بلاغ في ظهيرة يوم 13 نوفمبر 2022، وبمشاركة كلٍ من شرطة الولاية ومكتب التحقيقات الفيدرالي، ركّزت التحقيقات على تحليل تسجيلات كاميرات المراقبة، وبيانات الهواتف المحمولة في محيط الموقع، وجمع عينات الحمض النووي من مسرح الجريمة، بما في ذلك غمد سكين عُثر عليه في غرفة إحدى الضحايا.
أنشأت الشرطة خطًا خاصًا لتلقي البلاغات، وطلبت من السكان وأصحاب المحال التجارية تزويدها بأي تسجيلات مصوّرة من كاميرات المراقبة، أو أي معلومات يُحتمل أن تكون مرتبطة بالجريمة، سواء من يوم الحادثة أو الأيام السابقة لها. وبحلول 24 ديسمبر، تجاوز عدد البلاغات الواردة للشرطة 15,000 بلاغ. شكّلت هذه المبادرات جزءًا أساسيًا من جهود جمع الأدلة وتتبع تحرّكات المشتبه به.
في أواخر ديسمبر 2022، ألقي القبض على برايان كريستوفر كوبرغر، طالب دكتوراه في علم الجريمة بجامعة ولاية واشنطن، في منزل عائلته بولاية بنسلفانيا. أظهرت التحقيقات أن سيارته من طراز «هيونداي إلنترا» شوهدت قرب موقع الجريمة أكثر من مرة، وأن هاتفه المحمول انقطع عن الإرسال في وقت ارتكاب الجريمة، ثم عاد للاتصال لاحقًا في منطقة مجاورة. كما أثبتت سجلات الاتصالات وجوده في محيط المنزل عدة مرات قبل وقوع الحادثة.
وُجّهت إلى برايان كوبرغر أربع تهم بالقتل من الدرجة الأولى وتهمة بالسطو المشدد. وفي يوليو 2025، أقرّ بالذنب ضمن صفقة ادعاء لتفادي حكم الإعدام. بتاريخ 23 من الشهر ذاته، صدر بحقه حكم بالسجن المؤبد أربع مرات على التوالي دون إمكانية الإفراج المشروط، بالإضافة إلى عشر سنوات عن تهمة السطو. كما أُلزم بدفع 250 ألف دولار كغرامة جنائية، و20 ألف دولار كتعويضات لعائلات الضحايا.

## تبعات الحادثة
في 24 فبراير 2023، أعلن رئيس جامعة أيداهو، "سي. سكوت غرين"، أن المنزل الذي وقعت فيه الجريمة قد تم التبرع به للجامعة، وتم هدمه بعد عشرة أشهر، في 28 ديسمبر من العام نفسه.
وفي عام 2024، افتُتحت "حديقة الشفاء فاندال" على حرم الجامعة، كنُصب تذكاري تكريمي لضحايا الحادثة. كما أُطلقت منح دراسية تحمل أسماء ثلاثة من الضحايا: زانا كيرنودل، وإيثان تشابين، وماديسون موغن.
وفي 13 مايو 2023، منحت الجامعة الضحايا الأربعة شهادات تخرج فخرية خلال حفل التخرج.